# Hyènes des bas-fonds
Pour les articles homonymes, voir X Marks the Spot.
Pour plus de détails, voir Fiche technique et Distribution.
Hyènes des bas-fonds (X Marks the Spot) est un film américain réalisé par George Sherman, sorti en 1942.

## Fiche technique
- Titre original : X Marks the Spot
- Titre français : Hyènes des bas-fonds
- Réalisation : George Sherman
- Scénario : Stuart Palmer et Richard Murphy d'après une histoire de Mauri Grashin et Robert T. Shannon (en)
- Décors : Otto Siegel
- Photographie : Jack A. Marta
- Montage : Arthur Roberts
- Pays de production : États-Unis
- Format : Noir et blanc - 1,37:1
- Genre : Film policier
- Durée : 55 minutes
- Date de sortie : 1942

## Distribution
- Dick Purcell : Lieutenant de police William Decker
- Helen Parrish : Linda Ward
- Neil Hamilton : John J. Underwood
- Jack La Rue : Marty Clark
- Damian O'Flynn (en) : Eddie Delaney
- Robert Homans : Sergent de police Timothy J. Delaney
- Anne Jeffreys : Lulu
- Dick Wessel (en) : Henchman Dizzy
- Esther Muir : Bonnie Bascomb
- Joe Kirk (en) : Henchman Jerry
- Edna Mae Harris : Billie
- Fred Kelsey : Officier de police Martin
- Vince Barnett : George